# Landgoed Velder
Velder is een leembos nabij Liempde (gemeente Boxtel). Velder is gelegen ten westen van de snelweg A2 en de spoorlijn Boxtel-Eindhoven. Het landgoed is door middel van reeëntunnels onder de spoorlijn en wildviaduct "Het Groene Woud" met andere leembossen verbonden. Door middel van natuurontwikkeling is het onder andere aan het natuurgebied de Kampina verbonden. Velder wordt gekenmerkt door relatief natte en oude bossen met een hoge biodiversiteit. 
Velder is sinds  1852 in bezit van de familie Van Boeckel. 
Velder werd voor het eerst vermeld in1377 als Vellaer, een samentrekking van veld (woeste grond) en laar (bomenrijk gebied). Ook werd het soms Veller genoemd.
In 1311 was het al in bezit van de heren van Boxtel, zij gebruikten het voor de jacht. Er werd gejaagd op wolven, edelherten en wilde zwijnen. Wellicht was het eerder eigendom van de graven van Rode. Velder was een middeleeuws vrijwoud, een warande. Op dit moment is Velder het best bewaarde jachtlandschap (volgens prof Theo Spek) van Nederland. Door het adellijk jachtgebruik bleef ook het oorspronkelijk bos tot op heden behouden terwijl bijna alle andere Noord-Brabantse bossen gekapt werden. 
De heren van Boxtel bleven zeer lange tijd eigenaar. Prins Frederik III Otto van Salm-Kirbourg (1745-1794), heer van Boxtel was de laatste eigenaar. Vanwege de hoge schulden doen zijn kinderen in  1811 afstand van de nalatenschap. Het werd daarna voor de eerste maal (gerechtelijk) verkocht in 1819 aan Onno Adolph Marc Guillaume baron de Senarclens de Grancy. Daarna tussen 1835 en 1852 was het in bezit van Johannes Diepen (1774-1844), die in 1834 ook eigenaar was geworden van het aangrenzende Heerenbeek.  Zijn erfgenamen verkopen in 1852 Velder. 
In 1852 werd het goed door wijn- en onroerend goed handelaar Jan Francis van Boeckel  (1803-1870), geboren in Bocholt (Be), aangekocht. Van Boeckel bezat reeds een landgoed in Rumpt. Jan Francis bouwde op Velder drie hoeven namelijk De Teelakker, De Hoefakker en De Boschakker.  Na de dood van Jan Francis werd het goed bewoond door zijn weduwe Theresia Arnoldina Antonia van der Heijden (1818-1886) en haar zoon Adrianus van Boeckel (1860-1909), die opdracht gaven voor de bouw van het landhuis. De huidige eigenaren zijn de vier kinderen van Teun van Boeckel (1901-1970) namelijk Frans, Victor, Ruud en Laura van Boeckel. 
In 1487 bestond er op Velder reeds een Veldersche Hoeve, van waaruit de heren van Boxtel hun jachtpartijen hielden. Deze hoeve is in 1768 gesloopt. De plek is nu nog als Huisplaats nog bekend. 
Velder beslaat 147 ha en is een vochtig, oud loofbos met ook stukken gemengd bos. Het is een jachtlandschap waar een in de 17e eeuw aangelegd sterrenbos aanwezig is, waarin negen lanen liggen die op een centraal punt bijeenkomen, dit punt heet: De Negen Dreven. Dit bos is het oudste in zijn soort in de Meierij van 's-Hertogenbosch. Veel ouder, waarschijnlijk 12e-eeuws is de rondliggende grenswal, waarop de zeldzame Fladderiep is aan te treffen. De grenswal met bovenop een vlechtheg diende om Velder af te grenzen als jachtgebied of Warande. Immers, de edelherten en wilde zwijnen moesten in de warande blijven. Pas in de 20e eeuw begon het gebied zich als landgoed te ontwikkelen.
In 1878 werd een landhuis met koetshuis gebouwd en een park dat door W.F. Maréchal is ontworpen. Het landgoed is in 2002 als Monumentale Buitenplaats tot Rijksmonument verklaard.
Op Velder bevinden zich ook nog de in de 19e eeuw gebouwde langgevelboerderijen. 
Er is een rijke bosflora. In het voorjaar bloeien de Bosanemoon, de Slanke sleutelbloem en de Gewone salomonszegel. Broedvogels zijn: Middelste bonte specht, Wespendief, Sperwer, Boomvalk, Houtsnip, Boomklever, Goudvink en Nachtegaal. De oudste eiken op Velder zijn meer dan 250 jaar oud. ook komen er oude haagbeuken voor. 
Bij het landhuis bevindt zich een mammoetboom die geplant is in 1880 en een hoogte van 32 meter. De boom heeft, ten gevolge van blikseminslag, zijn top verloren.
Het gebied grenst in het zuiden aan het Landgoed Heerenbeek, dat zich in de gemeente Oirschot bevindt.

## Europese normen
Velder, Heerenbeek en De Geelders behoren tot de leembossen binnen het nationaal landschap Het Groene Woud. Het blijkt uit uitgevoerde inventarisaties dat deze bossen voldoen aan de zeer strenge criteria die Europa stelt voor de aanwijzing tot Natura 2000 gebied c.q. tot Europese Vogelrichtlijn-gebied. Daarbij gaat het om de bijzondere soorten als de Middelste bonte specht, Wespendief en Houtsnip en een bijzondere diergroep als de slakken. Helaas zijn Velder, De Geelders en Heerenbeek destijds niet aangewezen.

## Exploitatie
Teneinde Velder sluitend te kunnen exploiteren bevindt zich aldaar een evenemententerrein van 25 ha, waar in het verleden de Landbouwwerktuigendagen en tuinbeurzen werden georganiseerd. De Landbouwwerktuigendagen begonnen in 1948, waartoe zelfs een speciale halte aan de spoorlijn werd ingericht. In 1993 werd dit evenement geschrapt wegens malaise in de landbouwsector.
In het begin van de 21e eeuw werd het terrein onder meer gebruikt voor landelijke scoutingevenementen, voor het hackersfestival What the hack en voor het Flevo Festival, maar deze evenementen veroorzaakten nachtelijke geluidsoverlast. In 2007 werd voor de eerste maal het internationale circusfestival CIRCO CIRCOLO georganiseerd met direct daaropvolgend in 2008 de tweede editie van dit festival. Vervolgens wordt het festival om de twee jaar georganiseerd in de even jaren, telkens in de oktobermaand en herfstvakantie, te beginnen van 22 - 31 oktober 2010.
Aangezien het evenemententerrein in een veel groter natuurgebied (Nationaal Landschap Het Groene Woud) ligt, moest de gemeente Boxtel overgaan tot striktere regelgeving in de vorm van een nieuwe bestemmingsplan, doch de Scout-In van 2009 en 2011 kon nog op het landgoed Velder worden gehouden. De discussie over een en ander heeft in 2009 geresulteerd in een afspraak waarin de diverse partijen zich kunnen vinden. Het bestemmingsplan werd door de provincie Noord-Brabant goedgekeurd.